# Mementó
A Memento egy 2000-ben bemutatott amerikai thriller, amit Jonathan Nolan novellájából, a Memento Moriból Christopher Nolan rendezett.
Főszereplője Guy Pearce Leonard Shelby szerepében, aki ki akarja nyomozni, ki erőszakolta és ölte meg a feleségét egy betöréses támadás során, melyben Leonard elvesztette az emlékezetét. A trauma előtti eseményekre emlékszik, ám képtelen új emlékeket néhány percnél hosszabb ideig megőrizni (betegségének neve anterográd amnézia).

## Cselekmény
Ez az emlékezetkiesés egész életére kihat, a támadás utáni emlékeket képtelen tárolni, ezért mindent, amit fontosnak ítél, lefényképez, és rövid jegyzetekkel látja el. Minden egyes napon, amit átél, rengeteg olyan pillanat van, hogy fogalma sincs, hol van, mit kezdett el, és miért. Ez gyakran mindössze olyan, mintha idegen ágyban, helyen ébredne, de van, hogy egy üldözés közepén nem tudja, éppen ő üldöz valakit, vagy őt üldözik. A film cselekménye epizódokból áll össze, látszólag rendszer nélkül követik egymást az események, amelyeknek nincs előzménye, következménye, mindössze ugrások a jelenetek között, amelyek csak a film végén állnak össze követhető történetté. A film magával ragadó, izgalmas, sokszor követhetetlen, ami miatt az ember egy és háromnegyed órára ízelítőt kap egy ilyen betegség lefolyásából.

## Szereplők
| Színész               | Szerep                      | Magyar hang       |
| --------------------- | --------------------------- | ----------------- |
| Guy Pearce            | Leonard Shelby              | Széles Tamás      |
| Carrie-Anne Moss      | Natalie                     | Für Anikó         |
| Joe Pantoliano        | John Edward "Teddy" Gammell | Szombathy Gyula   |
| Stephen Tobolowsky    | Samuel R. "Sammy" Jankis    | Konrád Antal      |
| Mark Boone Junior     | Burt                        | Csuja Imre        |
| Callum Keith Rennie   | Dodd                        | Tóth Roland       |
| Larry Holden          | James F. "Jimmy" Grantz     | Karácsonyi Zoltán |
| Jorja Fox             | Catherine Shelby            | Szabó Gertrúd     |
| Harriet Sansom Harris | Mrs. Jankis                 | Zsurzs Kati       |
| Kimberly Campbell     | szőke prostituált           | Pap Katalin       |
| Thomas Lennon         | doktor                      | Moser Károly      |
| Russ Fega             | pincér                      | Hegedüs Miklós    |
| Marianne Muellerleile | Emma, tetoválóművész        | Téglás Judit      |

## Forgatás
A filmet 1999. szeptember 7. és október 8. között forgatták le 25 nap alatt.

## Fontosabb díjak, jelölések

### Oscar-díj(2002)
- jelölés: legjobb eredeti forgatókönyv (Christopher Nolan, Jonathan Nolan)
- jelölés: legjobb vágás (Dody Dorn)

### Golden Globe-díj(2002)
- jelölés: a legjobb forgatókönyv (Christopher Nolan)

### Sundance Filmfesztivál(2001)
- díj: Waldo Salt forgatókönyvíró díj (Christopher Nolan, Jonathan Nolan)
- jelölés: Zsűri Nagydíja (Christopher Nolan)